# Mamelucchi di Delhi
I Mamelucchi di Delhi - urdu: سلطنت غلامان , "Sulṭanat ghulāmān", dal termine persiano ghulām, "servitore, schiavo" (laddove "mamelucco" deriva dall'arabo mamlūk, "schiavo") - furono la dinastia che diede inizio al Sultanato di Delhi in India, durata dal 1206 al 1290. Il fondatore della dinastia, Qutb al-Dīn Aybak, era un ex-schiavo cumano-kipčako della tribù Aybak e luogotenente di Muhammad di Ghur in India, che lo liberò.
Quando Muhammad di Ghūr morì nel 1206 senza un erede, designando Quṭb al-Dīn, questi prese possesso del suo impero indiano. Stabilì la sede della sua capitale prima a Lahore, e più tardi a Delhi, dove iniziò la costruzione del complesso di Qutb.
Qutb al-Dīn morì accidentalmente nel 1210, e dopo una lotta di successione, Iltutmish, un altro ex-schiavo turco emerse come sultano e con la diplomazia riuscì ad impedire alle armate di Gengis Khan di assalire Delhi. Inoltre assicurò agli indù lo stato di dhimmi, e sposò la figlia di Quṭb al-Dīn.
La figlia di Iltutmish, Raziya Sultāna, succedette al trono del padre e fu l'unica donna musulmana a governare ufficialmente in India. Dopo la sua morte (venne uccisa nel 1240) il sultanato fu retto da "i Quaranta", ovvero le guardie turche di palazzo, tra le quali si distinse Balban.
Balban si garantì il trono riuscendo a prevalere sui governatori delle provincie che cercavano di ottenere l'indipendenza dal governo centrale, e contrastando l'avanzata mongola. Dopo il breve regno di Balban e del nipote, la dinastia mamelucca venne rovesciata da Jalāl al-Dīn Fīrūz Khaljī, generale dell'esercito di Balban, che fondò quella che fu la seconda dinastia di Delhi: la dinastia Khalji. I Khaljī, di origine turca, si erano insediati nella regione del Bihar e del Bengala sotto il regno di Muhammad di Ghūr.

## Sultani Mamelucchi di Delhi (1206 - 1290)
- 1206 - 1210: Quṭb al-Dīn Aybak
- 1210 - 1211: Aram Shah, figlio di Quṭb al-Dīn.
- 1211 - 1236: Iltutmish, genero di Quṭb al-Dīn.
- 1236: Rukn al-Dīn Fīrūz, figlio di Iltutmish.
- 1236 - 1240: Razia Sultana, figlia di Iltutmish.
- 1240 - 1242: Bahram, figlio di Iltutmish.
- 1242 - 1246: ʿAlāʾ al-Dīn Masʿūd, figlio di Rukn al-Dīn Fīrūz.
- 1246 - 1266: Nāṣir al-Dīn Maḥmūd, figlio più giovane di Iltutmish.
- 1266 - 1287: Ghiyāth al-Dīn Balban, genero di Nāṣir al-Dīn.
- 1287 - 1290: Muʿizz al-Dīn Qayqubādh, figlio di Bughrā Khān, secondo figlio di Balban.
- 1290: Kayumarth, figlio di Qayqubādh.